# Noël Duval
Noël Duval (Le Chesnay, 24 de diciembre de 1929 - París, 12 de diciembre de 2018), historiador, arqueólogo y epigrafista francés, especialista en el campo de la arqueología cristiana y la antigüedad tardía, profesor emérito de la Universidad de la Sorbona-París IV.

## Biografía
En 1953 Duval obtuvo las oposiciones (agrégation) en Historia. Ejerce tres años como miembro de la Escuela Francesa de Roma. Entre 1955 y 1957, fue profesor ayudante en la Universidad de Túnez. Hace una temporada como investigador en el Centro Nacional para la Investigación Científica, en la École du Louvre y trabaja en el Museo del Louvre, así como en la Universidad de Nantes, en la Universidad de Lille y en la Universidad de Friburgo en Suiza. En 1976 se convierte en catedrático de la Universidad de París-Sorbona, donde imparte antigüedad tardía y arte romano de Oriente. Su investigación cubre toda la geografía mediterránea desde los inicios del cristianismo hasta la Alta Edad Media. Sus aportaciones en la antigüedad tardía son claves y han renovado la investigación y la docencia en esta disciplina. Duval fue elegido profesor emérito en la Universidad de la Sorbona París IV en 2007. En 1994, fue nombrado Doctor Honoris Causa por la Universidad de Ginebra y en 2000 fue nombrado Doctor Honoris Causa por la Universidad Autónoma de Barcelona. Es miembro de la Real Academia de Buenas Letres y de numerosas academias científicas internacionales.

## Publicaciones principales
- Les églises africaines à deux absides, 2 vols, Roma-París, BEFAR, 1971 et 1973
- Les ruines de Sufetula-Sbeitla (con F. Baratte), Túnez, ed. STD, 1973
- Haïdra, les ruines d'Ammaedara (con F. Baratte), Túnez, ed. STD, 1974
- Haïdra I. Les inscriptions chrétiennes d'Haïdra (con F. Prévot), Roma, CEFR, 1975
- Catalogue raisonné des mosaïques romaines et paléochrétiennes du Louvre (con F. Baratte), París, Réunion des musées nationaux, 1976
- Sirmium. VII. Horrea et thermes aux abords du rempart Sud. 1. Architecture [director], Roma-Belgrado, CEFR/Institut archéologique, 1977
- Catalogue des mosaïques romaines et paléochrétiennes du Musée du Louvre (con F. Baratte porlos mosaicos romanos), París, Réunions des musées nationaux, 1978
- Haïdra II, L'église I dite de Melléus [director], París, CEFR, 1981
- Naissance des arts chrétiens (volumen colectivo), París, La Documentation Française, 1991
- Salona I. Catalogue de la sculpture architecturale paléochrétienne de Salone [director], Roma, CEFR, 1994
- Les premiers monuments chrétiens de la France (volumen colectivo), París, Éditions A et J Picard, 1995, 382 pag.
- Les premiers monuments chrétiens de la France II (volumen colectivo), París, Éditions A et J Picard, 1996, 327 pag.
- Salona II. Recherches archéologiques franco-croates à Salone. L'architecture paléochrétienne de la province romaine de Dalmatie [director], Roma, CEFR, 1996
- Les premiers monuments chrétiens de la France III, París, Éditions A et J Picard, 1998, 366 pag.
- Les mosaïques funéraires d'une église de Pupput (con Aïcha Ben Abed), París, CNRS, 1998
- Les mosaïques du Parc archéologique des Thermes d'Antonin (con Aïcha Ben Abed y Margaret Alexander), Washington, Dumbarton Oaks, 1999
- Salona III : Manastirine, établissement préromain, nécropole et basilique paléochrétienne [director], Roma, CEFR, 2000
- L'Historiae Augustae Colloquium I de la nouvelle série, (coorganización y codirección con G. Bonamente), Bari, Edipuglia, 2000
- Actes de la journée d'études sur les églises de Jordanie et leurs mosaïques [director], Beirut, Institut français d'Archéologie du Proche-Orient, 2003
- Haïdra IV, L'église de Candidus ou des martyrs de la persécution de Dioclétien (coedición con F. Baratte), Roma, CEFR, 2010
- La nouvelle Carte des voies romaines de l'Est de l'Afrique dans l'Antiquité Tardive d'après les travaux de P. Salama (director con Claude Lepelley y Jehan Desanges), Turnhout, Brepols, 2010
- Caričin Grad III. L'Acropole et ses monuments (cathédrale, baptistère et bâtiments annexes) [director], Roma, CEFR, 2010
- Salona IV : Recherches archéologiques franco-croates à Salone : Inscriptions de Salone chrétienne, IVe-VIIe siècles (vol. I et II), (coedición con Emilio Marin, Jean-Pierre Caillet, Denis Feissel, Nancy Gauthier y Françoise Prévot), París, CEFR, 2010